# 러브조이 혜성 (2013년)

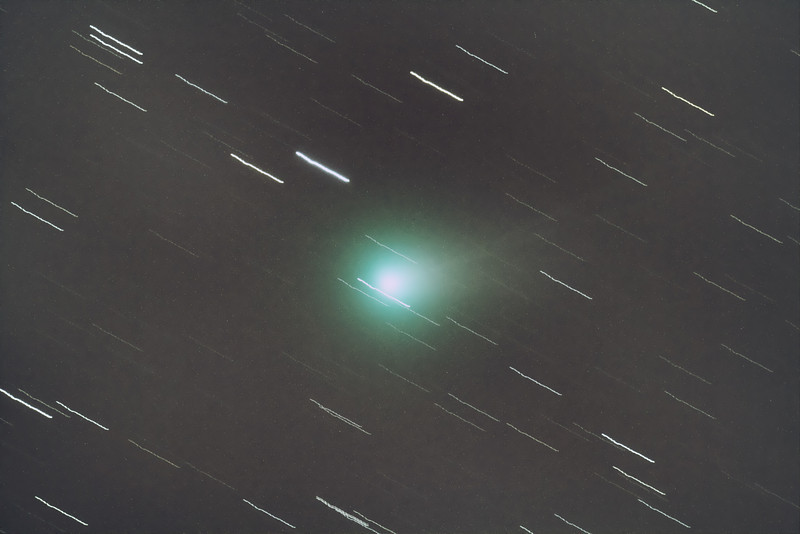
2013년 11월 13일의 러브조이 혜성

C/2013 R1(또는 러브조이 혜성)은 2013년 9월 7일에 발견된 장주기 혜성이다. 테리 러브조이가 0.2미터(7.9인치) 슈미트-카세그레인식 망원경으로 발견하였다.
2013년 11월 1일, C/2013 R1은 맨눈으로 보일만큼 밝아졌다. 2013년 11월초에는 아이손 혜성보다 더 인상적이었다. 목성과 레굴루스의 중간에서 프레세페 성단(M44)까지의 중간쯤에 있었다. 쌍안경으로 봤을때, 혜성은 마치 녹색의 미확인 구상 성단처럼 보였다.
C/2013 R1은 11월 19일에 0.3967 천문단위 (59,350,000 km)거리로 지구를 근접통과하였다. 이 때의 겉보기 등급은 4.5까지 올라갔다. 11월 27일에 혜성은 북두칠성의 손잡이 부분 부근인 사냥개자리를 통과하였다. 11월 28일부터 12월 4일까지 목동자리에 위치하였고, 특히 12월 1일에는 목동자리 베타 부근을 지났다. 12월 4일에서 12일까지는 북쪽왕관자리에 위치해 있고, 12월 14일에는 허큘리스자리 제타 주변을 통과하였다. 12월 22일에 이 혜성은 0.81AU거리로 근일점을 통과했다.